# Naistenjärvi (commune)
Naistenjärvi (en carélien : Naisten'yarvi, en finnois : Naistenjärvi, en russe : Найстенъярвское сельское поселение, Naistenjarvskoje selskoje poselenije) est une municipalité rurale du raïon de Suojärvi en république de Carélie.

## Géographie
Les municipalités voisines de Naistenjärvi sont Loimola, Porajärvi, Veskelys et la ville de Suojärvi dans le raïon de Suojärvi, ainsi que Hirvas et Petrovski dans le raïon de Kontupohja.
Le chemin de fer Suojärvi-Jyskyjärvi passe par Naistenjärvi. 
Le cours d'eau le plus important de Naistenjärvi est la rivière Torasjoki.

## Démographie
Recensements (*) ou estimations de la population
| 2009  | 2013  | 2015  | 2017  |
| ----- | ----- | ----- | ----- |
| 3 359 | 2 661 | 2 434 | 2 270 |

| 2019  | 2021  | - | - |
| ----- | ----- | - | - |
| 2 118 | 1 990 | - | - |